# D459 (Vosges)
De D459 is een departementale weg in het Oost-Franse departement Vosges. De weg loopt van Bertrimoutier naar de grens met Haut-Rhin. In Haut-Rhin loopt de weg verder als D459 naar Sainte-Marie-aux-Mines en Sélestat.

## Geschiedenis
Oorspronkelijk was de D459 onderdeel van de N59. In 2006 is de weg overgedragen aan het departement Vosges, omdat de weg geen belang meer had voor het doorgaande verkeer vanwege de parallelle weg N159.